# 共立女子中学校・高等学校
共立女子中学校・高等学校（きょうりつじょしちゅうがっこう・こうとうがっこう）は、東京都千代田区一ツ橋に所在し、中高一貫教育を提供する私立女子中学校・高等学校。
高等学校において生徒を募集しない完全中高一貫校。通称は「共立」。

## 概観
1886年（明治19年）3月、「女性の社会的地位の向上のため、自活の能力の習得と自立した女性としての必要な教養の習得」を目的として教育界の先覚者34名により共立女子職業学校創立。「女性の自立と自活」という建学の精神を、「誠実・勤勉・友愛」という校訓とともに、引き継いてきた。「共立」という名は、共同で設立されたことに由来する。
1887年（明治20年）2月、現在地の神田一ツ橋に移転。1911年（明治44年））に設置の高等師範科が1925年（大正14年）専門学部へ昇格、1928年（昭和3年）10月、共立女子専門学校となる。1936年（昭和11年）に共立高等女学校を開設し、女子に必要な高等普通教育が施されるようになる。誠実勤勉の徳を磨き婦徳の涵養を目標とした。
学制改革により、1947年（昭和22年）共立女子中学校を開校、1948年（昭和23年）共立女子高等学校開校。中学は主に旧職業学校の教員が、高校は主に旧高等女学校の教員が担当した。
1949年（昭和24年）4月、共立女子大学を設置、1950年（昭和25年）には短期大学部（現：短期大学）が設立されている。
併設校として優遇措置により共立女子大学に進学することもできる。卒業生の10～15%程が進学している。多種多様な目標を達成するために、基礎学力だけでなく進路先が求めるレベルの学力を養成している。2006年（平成18年）に高校募集を停止し、中高完全一貫としてのカリキュラムを構築している。
明治の共立女子職業学校以来、2016年で創立130周年を迎える。

## 沿革
- 1886年 - 共立女子職業学校設立
- 1936年 - 共立高等女学校設置
- 1947年 - 共立女子中学校設置
- 1948年 - 共立女子高等学校設置
- 1952年 - 中学、校歌制定
- 1957年 - 中学、図書室および蔵書を拡張
- 1972年 - 中学、生徒歌、応援歌制定
- 2005年 - 中高新校舎棟高校エリア完成
- 2006年 - 中高新校舎棟中学エリア完成、高等学校からの生徒募集停止

## 交通アクセス
- 都営地下鉄三田線・新宿線・東京メトロ半蔵門線 神保町駅 徒歩3分。
- 東京メトロ東西線 竹橋駅 徒歩5分。
- JR中央線水道橋駅・御茶ノ水駅 徒歩15分。

## 部活動

### 運動部
- 運動部
- 剣道部
- ソフトテニス部
- 太極拳部
- 卓球部
- ダンス部
- バスケットボール部
- バドミントン部
- バトン部
- バレーボール部
- 陸上部

### 文化部
- 英語部
- 演劇部
- 音楽部
- 科学研究部
- 科学班（中学のみ）
- 科学研究部
- 生物班
- 弦楽合奏部
- 古典文化部
- 茶道部（遠州流）
- 茶道部（表千家不白流）
- 写真部
- 手芸部（中学のみ）
- 食物研究部
- 書道部
- 吹奏楽部
- 能楽部
- 美術部美術班
- 美術部デザイン班
- 放送部[2]

## 著名な出身者
- 桂由美（デザイナー）
- こやま峰子（詩人、児童文学作家）
- 小林千登勢（女優）
- 谷口香（女優）
- 中原ひとみ（中退、女優）
- 土屋品子（政治家）
- プー・ルイ（BILLIE IDLE®、元BiS）
- 松井雪子（漫画家、作家）
- 鹿島田真希（作家）
- 谷育子（声優）
- 玉川砂記子（声優）
- 千々松幸子（声優）
- 岡田亜紀（レポーター）
- 知華（モデル）※堀越高等学校に転校
- 鷲尾春果（読者モデル）
- 三井智映子（タレント）
- 天野安喜子（花火師、柔道家）
- 影木栄貴（漫画家、イラストレーター）
- 猪谷千香（ジャーナリスト、作家）
- 稲垣文子（フリーアナウンサー、ナレーター）
- 牛窪万里子（フリーアナウンサー、ナレーター）
- 吉田理恵（フリーアナウンサー）
- 東城佑香（アナウンサー）
- 佐久間妙子（女優）
- 歌川波瑠美（宝塚歌劇団卒業生）
- 若原瞳（女優、タレント）
- 新村礼子（女優）
- 三谷紬（テレビ朝日アナウンサー）
- 松本佳奈（演出家、映画監督）
- 田辺智沙（弁護士、作詞家、作曲家、編曲家）
- 奥山由実子（実業家）
- マーサ・ナカムラ（詩人）
- 鈴木柚里絵（タレント、コスプレイヤー、忍者、声優）※中学のみ
- 鶴岡弥生（女優、声優、歌手）※芸能活動継続のため千葉県立東葛飾高等学校（夜間部）に転校
- 中西アルノ(乃木坂46)※後に転校

## 制服
- 冬服 - 中学：セーラー服、高校：ブレザー
- 夏服 - 中学：セーラー服、高校：ベスト（ベスト着用は随意）

※中学の紺セーラー服はシンプルでプレーンなもの。スカーフは夏は紺、冬は白。スカート丈は膝下10cm。靴下は三つ折。
※高校の紺ブレザーはダブルボタンの上衣にボックスの膝丈スカート。夏は白ブラウスに襟の裏のボタンでネクタイを固定するタイプで、スカートは冬同様ボックスプリーツ。靴下は床上20cm。
※中高共通だが、真冬はストッキングの着用も可能。ただし80デニール以上。式典などの場合は全員が着用。
※高校では平成30年4月から制服が一新された。

## 系列校
- 共立女子大学
- 共立女子短期大学
- 共立女子第二中学校・高等学校（東京都八王子市）
- 共立大日坂幼稚園（東京都文京区）